# Historia de los Estados Unidos (1789-1849)
Después de la elección de George Washington como el primer presidente en 1789, el Congreso aprobó muchas leyes organizando el gobierno y adoptando la 
Declaración de los Derechos Humanos en forma de diez enmiendas para la nueva Constitución. En muchas ocasiones, en las votaciones a presidente en la primera América, el voto popular no contaba.
Washington se puso en marcha para la creación de la Rama Ejecutiva del Gobierno de los Estados Unidos. El Congreso aprobó el Acta Judiciaria de 1789, en la cual se establecía el sistema judiciario federal, incluyendo la Corte Suprema.
La compra de Luisiana en 1803 dio a los granjeros del oeste el uso de las orillas del río Misisipi, moviendo la presencia francesa del oeste de los Estados Unidos y dando a los granjeros vastas extensiones de tierra, y la visión de líderes estadounidense de la creación de una "Gran Nación".
La Guerra de 1812 entre los Estados Unidos y el Reino Unido convirtió a estos en una nación soberana, capaz de decidir sobre sus propios asuntos sin la intervención del Reino Unido. Con el fin de la alianza de guerra británica con los nativos americanos del este del río Misisipi, los colonos blancos ocuparon las tierras indígenas del oeste del mismo río. En 1830, el Gobierno Federal forzó la deportación de las tribus del sureste a tierras menos fértiles al oeste.
Los estadounidense no se preguntaron su derecho a colonizar las vastas tierras de Norteamérica hasta el borde del país. A mediados de 1840, el expansionismo de los Estados Unidos era llamado Manifest Destiny. En mayo de 1846, el Congreso declaró la Guerra a México. Después de su derrota, México - en el Tratado de Guadalupe Hidalgo de 1848 cedió Texas (con el río Grande), California, Arizona, Nuevo México y partes de Utah y Colorado a los Estados Unidos.
En los siguientes trece años, los territorios del oeste se convirtieron en estados y fueron los puntos de tensión entre el norte y el sur sobre la expansión de la esclavitud.

## Era federalista

### Administración de Washington:1789-1797
George Washington, un héroe renombrado de la guerra de independencia estadounidense, comandante del Ejército Continental y presidente de la Convención Constitucional, se convirtió en el primer presidente de los Estados Unidos bajo la nueva constitución de los Estados Unidos. Todos los líderes de la nueva nación estaban comprometidos con el republicanismo, y las dudas de los antifederalistas de 1788 se disiparon con la aprobación de una Declaración de Derechos como las primeras diez enmiendas a la Constitución en 1791.
El primer censo, realizado por el Secretario de Estado Thomas Jefferson, enumeró una población de 3.9 millones, con una densidad de 4.5 personas por milla cuadrada de área de tierra. Solo había 12 ciudades con más de 5,000 habitantes, ya que la gran mayoría de las personas eran agricultores.
El Congreso aprobó la Ley del Poder Judicial de 1789, que estableció todo el poder judicial federal. En ese momento, la ley preveía un Tribunal Supremo de seis jueces, tres tribunales de circuito y 13 tribunales de distrito. También creó las oficinas de US Marshal, Deputy Marshal y District Attorney en cada distrito judicial federal. El Compromiso de 1790 localizó la capital nacional en el estado sureño de Maryland (ahora el Distrito de Columbia), y permitió la asunción federal de deudas estatales.
Washington había esperado que su secretario del Tesoro fuera Robert Morris, famoso comerciante de Filadelfia y el llamado "financiero de la Revolución", pero se negó y en cambio el cargo fue para el joven exayudante de campo del presidente, Alexander Hamilton, quien con el apoyo de Washington y la oposición de Jefferson convenció al Congreso de aprobar un programa financiero de gran alcance que se ajustó a los modelos que se desarrollaron en Inglaterra un siglo antes. Financiaba las deudas de la Revolución Americana, estableció un banco nacional y estableció un sistema de tarifas e impuestos. Sus políticas tuvieron el efecto de vincular los intereses económicos de los estados y de los estadounidenses ricos con el éxito del gobierno nacional.
La mayoría de los Representantes del Sur se opusieron al plan de Hamilton porque ya habían repudiado sus deudas y, por lo tanto, habían ganado poco con ello. Pero lo que es más importante, hubo signos tempranos de la ruptura económica y cultural entre los estados del norte y del sur que se incendiaría siete décadas más tarde, dado que el sur y su economía basada en las plantaciones se resistieron a la idea de un gobierno federal centralizado y subordinado a intereses comerciales del noreste. A pesar de la considerable oposición en el Congreso de los sureños, el plan de Hamilton entró en vigencia a mediados de 1790. El primer banco de los Estados Unidos se creó ese año a pesar de los argumentos de Thomas Jefferson y sus partidarios de que era inconstitucional, mientras que Hamilton declaró que estaba totalmente dentro de los poderes otorgados al gobierno federal.
La Rebelión del whisky acontecida en 1794 fue la primera prueba seria del gobierno federal. Estalló cuando los colonos del valle de Monongahela, en el oeste de Pensilvania, protestaron contra el nuevo impuesto federal sobre el whisky, que enviaban a través de las montañas para ganar dinero. Washington ordenó a los oficiales federales que cumplieran las órdenes judiciales de exigir que los manifestantes comparecieran en el tribunal de distrito federal. En agosto de 1794, las protestas se acercaron peligrosamente a una directa rebelión, y el 7 de agosto, varios miles de colonos armados se reunieron cerca de Pittsburgh, Pensilvania. Washington invocó la Ley de Milicias de 1792 para convocar a las milicias de varios estados. Se organizó una fuerza de 13,000 hombres, y Washington la condujo personalmente a Pensilvania occidental. La revuelta se derrumbó de inmediato, y no hubo violencia.
La política exterior se convirtió inesperadamente en el centro de atención a partir de 1793, cuando la Francia revolucionaria se vio envuelta en una guerra con el resto de Europa, un evento que iba a llevar a 22 años de lucha. Francia afirmó que su alianza de 1778 con los Estados Unidos significaba que esta última estaba obligada a acudir en su ayuda. La política de neutralidad de la administración de Washington fue ampliamente apoyada, pero los jeffersonianos estaban a favor de Francia y desconfiaban profundamente de los británicos, a quienes veían como enemigos del republicanismo. Además, buscaron anexar el territorio español en el sur y el oeste. Mientras tanto, Hamilton y la comunidad empresarial favorecían a Gran Bretaña, que era, con mucho, el mayor socio comercial de Estados Unidos. Los republicanos obtuvieron apoyo en el invierno de 1793–94 cuando Gran Bretaña se apoderó de los buques mercantes estadounidenses e impuso a sus tripulaciones a la Royal Navy, las tensiones se resolvieron con el Tratado de Jay de 1794, que abrió 10 años de próspero comercio a cambio de que Gran Bretaña retiraría tropas de sus fortificaciones a lo largo de la frontera entre Canadá y Estados Unidos. Los jeffersonianos vieron el Tratado como una rendición a los intereses monetarios británicos y movilizaron a sus partidarios en todo el país para derrotar el tratado. Los federalistas también se unieron a los partidarios en un conflicto vicioso, que continuó hasta 1795, cuando Washington intervino públicamente en el debate, utilizando su prestigio para asegurar la ratificación. Para este punto, las ventajas económicas y políticas de la posición federalista se habían vuelto claras para todos los involucrados, combinadas con un creciente desdén por Francia después del reinado del terror y las políticas antirreligiosas jacobinas. Jefferson renunció rápidamente como Secretario de Estado.
El conflicto continuo entre Hamilton y Jefferson, especialmente sobre política exterior, llevó a la formación de los partidos federalista y republicano. Aunque Washington permaneció distante y advirtió contra los partidos políticos en su discurso de despedida, en general apoyó los programas de Hamilton y Hamilton sobre los de Jefferson. El Partido Demócrata-Republicano dominó el sur superior, la frontera occidental y partes de los estados medios. El apoyo federalista se concentró en las principales ciudades del norte y en Carolina del Sur. Después de su muerte en 1799 se convirtió en el gran héroe simbólico de los federalistas.

### Aparición de partidos políticos
El Sistema del Primer Partido entre 1792 y 1824 presentó dos partidos nacionales que compitieron por el control de la presidencia, el Congreso y los estados: el Partido Federalista fue creado por Alexander Hamilton y fue dominante hasta 1800. El Partido Republicano (Partido Demócrata-Republicano) creado por Thomas Jefferson y James Madison, y fue dominante después de 1800. Ambos partidos se originaron en la política nacional pero se movieron para organizar partidarios y votantes en todos los estados. Estos comprendían "probablemente el primer sistema moderno de partidos en el mundo" porque estaban basados en votantes, no en facciones de aristócratas en la corte o el parlamento. Los federalistas apelaron a la comunidad empresarial, los republicanos a los plantadores y agricultores. Para 1796, la política en todos los estados estaba casi monopolizada por los dos partidos.
Jefferson escribió el 12 de febrero de 1798:
Dos sectas políticas han surgido dentro de los Estados Unidos: una que cree que el ejecutivo es la rama de nuestro gobierno que más necesita apoyo; el otro que, al igual que la rama análoga en el gobierno inglés, ya es demasiado fuerte para las partes republicanas de la Constitución; y, por lo tanto, en casos equívocos se inclinan por los poderes legislativos: los primeros se denominan federalistas, a veces aristócratas o monócratas, y a veces tories, después de la secta correspondiente en el gobierno inglés de exactamente la misma definición: los últimos son republicanos engañosos, whigs jacobinos, anarquistas, desorganizadores, etc. estos términos son de uso familiar para la mayoría de las personas.
Los federalistas promovieron el sistema financiero del Secretario del Tesoro Hamilton, que enfatizaba la asunción federal de deudas estatales, una tarifa para pagar esas deudas, un banco nacional para facilitar el financiamiento y el fomento de la banca y la manufactura. Los republicanos, con sede en la plantación del sur, se oponían a un fuerte poder ejecutivo, eran hostiles a un ejército y una armada permanentes, exigían una lectura limitada de los poderes constitucionales del gobierno federal y se oponían firmemente al programa financiero de Hamilton. Quizás aún más importante fue la política exterior, donde los federalistas favorecían a Gran Bretaña debido a su estabilidad política y sus estrechos vínculos con el comercio estadounidense, mientras que los republicanos admiraban la Revolución francesa. Jefferson temía especialmente que las influencias aristocráticas británicas socavaran el republicanismo. Gran Bretaña y Francia estuvieron en guerra entre 1793 y 1815, con una breve interrupción. La política estadounidense era neutral, con los federalistas hostiles a Francia y los republicanos hostiles a Gran Bretaña. El Tratado de Jay de 1794 marcó la movilización decisiva de los dos partidos y sus partidarios en cada estado. El presidente Washington, aunque oficialmente no partidista, generalmente apoyó a los federalistas y ese partido hizo de Washington su héroe icónico.

### Administración de Adams: 1797–1801
Washington se retiró en 1797, declinando firmemente servir por más de ocho años como jefe de la nación. Los federalistas apoyaron al vicepresidente John Adams para presidente. Adams derrotó a Jefferson en la elección presidencial de 1796, quien se convirtió en vicepresidente bajo la normativa del Colegio Electoral de esa época.
Incluso antes de ingresar a la presidencia, Adams se había peleado con Alexander Hamilton, y por eso se vio obstaculizado por un partido federalista dividido.
Estas dificultades domésticas se vieron agravadas por complicaciones internacionales: Francia, enojada por la aprobación estadounidense en 1795 del Tratado Jay con su gran enemigo, Gran Bretaña proclamó que los alimentos y el material de guerra destinados a los puertos británicos estaban sujetos a la incautación de la marina francesa. Para 1797, Francia había incautado 300 barcos estadounidenses y había roto relaciones diplomáticas con los Estados Unidos. Cuando Adams envió a otros tres comisionados a París para negociar, agentes del ministro de Relaciones Exteriores, Charles Maurice de Talleyrand (a quien Adams llamó "X, Y y Z" en su informe al Congreso) informó a los estadounidenses que las negociaciones solo podrían comenzar si Estados Unidos le prestaba a Francia 12 millones de dólares y sobornaba a funcionarios del gobierno francés. La hostilidad estadounidense hacia Francia se elevó a un tono excitado, avivado por el embajador francés Edmond-Charles Genêt. Los federalistas utilizaron el "Caso XYZ" para crear un nuevo ejército estadounidense, fortalecer a la recién nacida Armada de los Estados Unidos, imponer las Leyes de Extranjería y Sedición para detener las actividades pro francesas (que tuvieron graves repercusiones en las libertades civiles estadounidenses) y promulgar nuevos impuestos para pagar. La Ley de Naturalización, que cambió el requisito de residencia para la ciudadanía de cinco a 14 años, estaba dirigido a inmigrantes irlandeses y franceses sospechosos de apoyar al Partido Republicano. La Ley de Sedición prohibió escribir, hablar o publicar cualquier cosa de naturaleza "falsa, escandalosa y maliciosa" contra el presidente o el Congreso. Las pocas condenas obtenidas bajo la Ley de Sedición solo crearon mártires de la causa de las libertades civiles y despertaron el apoyo a los republicanos. Jefferson y sus aliados lanzaron un contraataque, con dos estados que establecen en las Resoluciones de Kentucky y Virginia que las legislaturas estatales podrían anular los actos del Congreso. Sin embargo, todos los demás estados rechazaron esta proposición, y la anulación como se llamaba, el "principio del 98", se convirtió en el dominio de una facción de los republicanos llamados los quids.
En 1799, después de una serie de batallas navales con los franceses (conocida como la Cuasi-Guerra), la guerra a gran escala parecía inevitable. En esta crisis, Adams rompió con su partido y envió a tres nuevos comisionados a Francia. Napoleón, que acababa de llegar al poder, los recibió cordialmente, y el peligro de conflicto disminuyó con la negociación de la Convención de 1800, que liberó formalmente a Estados Unidos de su alianza de 1778 con Francia. Sin embargo, como reflejo de la debilidad de Estados Unidos, Francia se negó a pagar $20 millones en compensación por los barcos estadounidenses incautados por la marina francesa.
En sus últimas horas en el cargo, Adams nombró a John Marshall como presidente del tribunal. Sirviendo hasta su muerte en 1835, Marshall expandió dramáticamente los poderes de la Corte Suprema y proporcionó una interpretación federalista de la Constitución que hizo un gobierno nacional fuerte.

## Thomas Jefferson
Jefferson es una figura central en la historia temprana de los Estados Unidos, muy elogiado por su liderazgo político, pero también criticado por el papel de la esclavitud en su vida privada. Defendió la igualdad, la democracia y el republicanismo, atacando tendencias aristocráticas y monárquicas. Fue un líder en la independencia estadounidense, defendió la libertad religiosa y la tolerancia, y se opuso a las tendencias centralizadoras de la élite financiera urbana. Formó el segundo partido político nacional y lo llevó al dominio en 1800, luego trabajó para la expansión y exploración del oeste. Los críticos denuncian la contradicción entre su propiedad de cientos de esclavos y su famosa declaración de que "todos los hombres son creados iguales", y argumentan que él engendró hijos con su amante esclava.
Bajo Washington y Adams, los federalistas establecieron un gobierno fuerte, pero a veces seguían políticas que alienaban a la ciudadanía. Por ejemplo, en 1798, para pagar el ejército y la armada en rápida expansión, los federalistas promulgaron un nuevo impuesto a las casas, tierras y esclavos, que afectaba a todos los propietarios de tierras en el país. Durante la Rebelión de Fries, cientos de granjeros de Pensilvania se rebelaron: los federalistas vieron una crisis en la sociedad civil. Algunos resistentes a los impuestos fueron arrestados, luego indultados por Adams. Los republicanos denunciaron esta acción como un ejemplo de tiranía federalista.
Jefferson había reunido constantemente a sus espaldas una gran masa de pequeños agricultores, comerciantes y otros trabajadores que se declararon demócratas-republicanos en la elección de 1800. Jefferson disfrutó de un extraordinario favor debido a su apelación al idealismo estadounidense. En su discurso inaugural, el primer discurso de este tipo en la nueva capital de Washington D. C., prometió "un gobierno sabio y frugal" para preservar el orden entre los habitantes, pero "les dejaría de otra manera libres para regular sus propios objetivos de la industria y la mejora".
Jefferson fomentó la agricultura y la expansión hacia el oeste, especialmente por la Compra de Luisiana y la posterior Expedición de Lewis y Clark. Creyendo que Estados Unidos era un refugio para los oprimidos, redujo el requisito de residencia para la naturalización de nuevo a cinco años.
Al final de su segundo mandato, Jefferson y el secretario del Tesoro Albert Gallatin habían reducido la deuda nacional a menos de $560 millones. Esto se logró mediante la reducción del número de empleados del departamento ejecutivo y oficiales del Ejército y la Armada y hombres alistados, y de otro modo recortando los gastos gubernamentales y militares.
La política interna de Jefferson transcurrió sin incidentes y sin intervención, la administración se ocupó principalmente de los asuntos exteriores y, en particular, de la expansión territorial. Excepto por las reformas de Gallatin, su principal preocupación fue purgar el gobierno de los jueces federalistas. El presidente y sus asociados desconfiaban mucho del poder judicial, especialmente porque Adams había hecho varios nombramientos de "medianoche" antes de dejar el cargo en marzo de 1801. En Marbury vs Madison (1803), el Tribunal Supremo bajo John Marshall estableció el precedente de poder revisar y anular la legislación aprobada por el Congreso. Esta decisión del líder federalista molestó a Jefferson hasta el punto en que su administración comenzó a abrir audiencias de acusación contra jueces que se percibían como abusando de su poder. El intento de purgar el poder judicial llegó a su clímax con el juicio del juez de la Corte Suprema Samuel Chase. Cuando Chase fue absuelto por el Senado, Jefferson abandonó su campaña.
Con la próxima expiración en 1807 de la prohibición de 20 años en la acción del Congreso sobre el tema, Jefferson, un enemigo de toda la vida del comercio de esclavos, hizo un llamado exitoso al Congreso para que criminalizara el comercio internacional de esclavos, llamándolo "violación de los derechos humanos que han acaecido durante tanto tiempo con los inofensivos habitantes de África, y que la moral, la reputación y los mejores intereses de nuestro país han estado ansiosos por proscribir".

### Principios jeffersonianos de política exterior
Los jeffersonianos tenían una visión política exterior distinta:
- Los estadounidenses tenían el deber de difundir lo que Jefferson llamaba el "Imperio de la Libertad" al mundo, pero debían evitar las "alianzas enredadas".[22]
- Gran Bretaña era la mayor amenaza, especialmente su monarquía, aristocracia, corrupción y métodos comerciales: el Tratado de Jay de 1794 era demasiado favorable para Gran Bretaña y, por lo tanto, amenazaba los valores estadounidenses.[23]
- Con respecto a la Revolución Francesa, su dedicación a los principios del republicanismo, la libertad, la igualdad y la fraternidad hicieron de Francia la nación ideal europea. Según Michael Hardt, "el apoyo de Jefferson a la Revolución Francesa a menudo sirve en su mente como una defensa del republicanismo contra el monarquismo de los anglófilos".[24] Por otra parte, Napoleón era la antítesis del republicanismo y no podía apoyarse.[25][26]
- Los derechos de navegación en el río Misisipi fueron críticos para los intereses nacionales estadounidenses. El control por España era tolerable, el control por Francia era inaceptable. La Compra de Luisiana fue una oportunidad inesperada para garantizar aquellos derechos que los Jeffersonianos tomaron inmediatamente.
- La mayoría de los jeffersonianos argumentaban que una marina costosa de alta mar no era necesaria, ya que las barcas de tiro baratas, las baterías flotantes, las baterías móviles costeras y las fortificaciones costeras podrían defender los puertos sin la tentación de participar en guerras lejanas. El mismo Jefferson, sin embargo, quería unas cuantas fragatas para proteger la navegación estadounidense contra los piratas de Berbería en el Mediterráneo.[27][28]
- Para proteger sus intereses marítimos de los piratas en el Mediterráneo, Jefferson y Madison lucharon en la Primera Guerra de Berberia en 1801–1805 y en la Segunda guerra berberisca en 1815.[29][30]
- Un ejército permanente es peligroso para la libertad y debe ser evitado. En lugar de amenazar con la guerra, los jeffersonianos confiaban en la coacción económica, como el embargo.[31]
- La milicia no profesional controlada localmente era adecuada para defender a la nación de la invasión. Después de que la milicia resultó inadecuada en el primer año de la guerra de 1812, el presidente Madison expandió el Ejército nacional por el tiempo.[32]

### Compra de Luisiana
La Compra de Luisiana en 1803 dio a los granjeros occidentales el uso de la importante vía fluvial del río Misisipi, eliminó la presencia francesa de la frontera occidental de los Estados Unidos y, lo que es más importante, brindó a los colonos de los EE. UU. un vasto potencial de expansión. Pocas semanas después, se reanudó la guerra entre Gran Bretaña y la Francia de Napoleón. Los Estados Unidos, que dependían de los ingresos europeos provenientes de la exportación de productos agrícolas, intentaron exportar alimentos y materias primas tanto a las Grandes Potencias enfrentadas como a las ganancias del transporte de productos entre sus mercados locales y las colonias caribeñas. Ambas partes permitieron este comercio cuando los benefició, pero se opusieron cuando no lo hizo. Tras la destrucción de la marina francesa en 1805 en la batalla de Trafalgar Gran Bretaña trató de imponer un dominio absoluto sobre los lazos comerciales franceses en el extranjero. Así, en represalia contra las prácticas comerciales de Estados Unidos, Gran Bretaña impuso un bloqueo flojo de la costa estadounidense. Creyendo que Gran Bretaña no podía confiar en otras fuentes de alimentos que los Estados Unidos, el Congreso y el presidente Jefferson suspendieron todo el comercio de Estados Unidos con naciones extranjeras basados en la Ley de Embargo de 1807, con la esperanza de que los británicos pusieran fin al bloqueo de la costa estadounidense. La Ley de Embargo, sin embargo, devastó las exportaciones agrícolas estadounidenses y debilitó los puertos estadounidenses, mientras que Gran Bretaña encontró otras fuentes de alimentos.

## Guerra de 1812
James Madison ganó las elecciones presidenciales de Estados Unidos de 1808, en gran medida por la fuerza de sus habilidades en asuntos exteriores en un momento en que Gran Bretaña y Francia estaban al borde de la guerra con los Estados Unidos. Se apresuró a derogar la Ley de Embargo, refrescando los puertos marítimos estadounidenses. Desafortunadamente, a pesar de su brillantez intelectual, Madison careció del liderazgo de Jefferson y trató simplemente de copiar las políticas de su predecesor. Intentó varias restricciones comerciales para tratar de obligar a Gran Bretaña y Francia a respetar la libertad de los mares, pero no tuvieron éxito. Los británicos tenían un dominio indiscutible sobre el mar después de derrotar a la flota franco-española en Trafalgar en 1805, y aprovecharon esto para apoderarse de los barcos estadounidenses a voluntad y obligar a sus marineros a servir a la Marina Real. Peor aún, el tamaño de la Armada de los Estados Unidos se redujo debido a la oposición ideológica a un ejército de gran envergadura y el gobierno federal se debilitó considerablemente cuando la carta del First National Bank expiró y el Congreso se negó a renovarla. De este modo, estalló un clamor por la acción militar justo cuando las relaciones con Gran Bretaña y Francia estaban en un punto bajo y la capacidad de los Estados Unidos para librar una guerra se había reducido.
En respuesta a la continua interferencia británica en el transporte marítimo estadounidense ((Incluyendo la práctica del reclutamiento forzoso de marinos norteamericanos en la Armada Británica) y a la ayuda británica a los indios americanos en el Viejo Noroeste, el Duodécimo Congreso —dirigido por Jeffersonianos del sur y del oeste— declaró la guerra a Gran Bretaña en 1812. Los occidentales y los sureños fueron los partidarios más ardientes de la guerra, dada su preocupación por defender el honor nacional y expandir los asentamientos occidentales, y tener acceso a los mercados mundiales para sus exportaciones agrícolas. Nueva Inglaterra estaba obteniendo una buena ganancia y sus federalistas se opusieron a la guerra, casi hasta el punto de la secesión. La reputación federalista se derrumbó en el triunfalismo de 1815 y el partido ya no jugó un papel nacional.
La guerra resultó en un empate después de una amarga lucha que duró incluso después de la Quema de Washington en agosto de 1814 y la aplastante victoria de Andrew Jackson sobre el ejército de invasión británico en la batalla de Nueva Orleans en enero de 1815. La ratificación del Tratado de Gante en febrero de 1815, finalizó la guerra, volviendo al statu quo ante bellum. La alianza de Gran Bretaña con los nativos americanos terminó, y los indios fueron los principales perdedores de la guerra. Las noticias de la victoria en Nueva Orleans sobre las mejores tropas de combate británicas llegaron al mismo tiempo que las noticias de la paz, brindando un triunfo psicológico a los estadounidenses y abriendo la Era de los buenos sentimientos. La guerra destruyó al Partido Federalista y abrió papeles como candidatos nacionales a los generales Andrew Jackson y William Henry Harrison, entre otros, así como a los líderes civiles James Monroe, John Quincy Adams y Henry Clay.

## Era de los buenos sentimientos y el auge del nacionalismo
Después de la guerra de 1812, Estados Unidos comenzó a afirmar un nuevo sentido del nacionalismo. América comenzó a reunirse alrededor de héroes nacionales como Andrew Jackson y surgieron sentimientos patrióticos en obras como el poema de Francis Scott Key, The Star-Spangled Banner. Bajo la dirección del Juez Supremo John Marshall, la Corte Suprema emitió una serie de fallos que refuerzan el papel del gobierno nacional. Estas decisiones incluyeron McCulloch vs Maryland y Gibbons vs Ogden; ambos de los cuales reafirmaron la supremacía del gobierno nacional sobre los estados. La firma del Tratado de Adams-Onis ayudó a asentar la frontera occidental del país a través de medios populares y pacíficos.

### Seccionalismo
A pesar de que el nacionalismo aumentó en todo el país, sus efectos se vieron limitados por un renovado sentido del seccionalismo. Los estados de Nueva Inglaterra que se habían opuesto a la guerra de 1812 sintieron un declive creciente en el poder político con la desaparición del Partido Federalista. Esta pérdida se atenuó con la llegada de un nuevo movimiento industrial y el aumento de las demandas de la banca del norte. La revolución industrial en los Estados Unidos fue adelantada por la inmigración de Samuel Slater de Gran Bretaña y la llegada de las fábricas textiles a Lowell, Massachusetts. En el sur, la invención de la ginebra de algodón por Eli Whitney incrementó radicalmente el valor del trabajo esclavo. La exportación de algodón del sur era ahora la exportación predominante de los Estados Unidos. Los estados occidentales continuaron prosperando bajo el "espíritu de frontera". El individualismo fue apreciado como ejemplificado por Davy Crockett y el héroe popular de James Fenimore Cooper, Natty Bumpo de The Leatherstocking Tales. A su vez, tras la muerte de Tecumseh en 1813, los nativos americanos carecían de la unidad para detener el asentamiento blanco.

### Era de los buenos sentimientos
A nivel nacional, la presidencia de James Monroe (1817–1825) fue aclamada en ese momento y desde entonces como la "Era de los buenos sentimientos" debido al declive de la política partidista y la acorazada retórica después de la guerra. El Partido Federalista se derrumbó, pero sin un oponente, el Partido Demócrata-Republicano decayó cuando los intereses seccionales se pusieron de relieve.
La Doctrina Monroe fue redactada por el Secretario de Estado John Quincy Adams en colaboración con los británicos y proclamada por Monroe a fines de 1823. Afirmó que América debería estar libre de colonización europea y libre de interferencia europea en los asuntos de países soberanos. Además, declaró la intención de los Estados Unidos de permanecer neutral en las guerras entre las potencias europeas y sus colonias, pero considerar cualquier nueva colonia o interferencia con países independientes en las Américas como actos hostiles hacia los Estados Unidos. A pesar de esta doctrina, en 1833 Reino Unido invade las islas Malvinas de Argentina y en 1861 se produce la Intervención francesa en México, ambas ocasiones sin intervención contrária de Estados Unidos.

### Anexión de Florida y tratados fronterizos
A comienzos del siglo XIX, Florida había sido territorio español indiscutible durante casi 250 años, aparte de los 20 años de control británico entre las guerras franco-indias y la Revolución Americana. Aunque eran unos pantanos escasamente habitados, los norteamericanos de mentalidad expansionista estaban ansiosos por anexarlo y, en 1808, los colonos estadounidenses invadieron el extremo más occidental de Florida y expulsaron a las autoridades locales españolas, después de lo cual el Congreso aprobó apresuradamente un proyecto de ley que lo anexaba bajo el argumento de que La compra de Luisiana había garantizado el territorio a los Estados Unidos. Durante la guerra de 1812, las tropas estadounidenses ocuparon y tomaron el área alrededor de Mobile Bay. España, luego envuelta en la guerra con Francia, no reaccionó a ninguna de estas acciones. Aprovechando también la distracción de la madre patria, España. Las colonias latinoamericanas se levantaron en revuelta y Madrid se vio obligada a denudar a las tropas de Florida para reprimir las rebeliones. A medida que los españoles se retiraban, los ataques de nativos americanos y piratas de Florida a los Estados Unidos aumentaron. En 1818, Andrew Jackson dirigió un ejército a Florida para sofocar la situación caótica allí. Arrestó y ahorcó a dos agentes británicos que habían estado alentando las redadas indias, lo que provocó una protesta en Londres y convocó a la guerra. Sin embargo, las cabezas más frías prevalecieron y la situación no se agravó aún más. Un año después, el secretario de Estado John Quincy Adams negoció la Tratado de Adams-Onis con España. Los españoles acordaron entregar la Florida, ya no defendible, a los Estados Unidos y también renunciar a sus reclamos extremadamente débiles en el lejano Territorio de Oregón, a cambio de los cuales se renunciaron a los reclamos estadounidenses sobre Texas (algunos estadounidenses también habían reclamado partes de ese territorio bajo la compra de Luisiana). La frontera hasta ahora vaga entre los Estados Unidos y la América del Norte española también se estableció. A pesar de que los reclamos estadounidenses en Texas no desaparecieron, se pusieron en un segundo plano para la Florida.
Mientras tanto, en 1818, los Estados Unidos y Gran Bretaña también acordaron liquidar la frontera occidental con Canadá, que se estableció en el paralelo número 49 que se extiende directamente desde los Grandes Lagos hasta las Montañas Rocosas. Incluidos en este asentamiento se encontraban las cabeceras del Río Rojo en lo que finalmente se convertiría en Minnesota, y la Cordillera Mesabi, que finalmente demostró contener grandes cantidades de mineral de hierro. La frontera oriental de Canadá continuó siendo disputada y no se resolvió hasta 1845.

## Aparición del Segundo sistema de partidos políticos
Monroe fue reelegido sin oposición en 1820, y el antiguo sistema de selección de candidatos republicanos se derrumbó. En la elección presidencial de 1824, las facciones de Tennessee y Pensilvania presentaron a Andrew Jackson. Desde Kentucky llegó el presidente de la Cámara de Representantes, Henry Clay, mientras que Massachusetts presentó al secretario de Estado Adams; un comité del Congreso presentó al Secretario del Tesoro William H. Crawford. La personalidad y la lealtad seccional desempeñaron papeles importantes en la determinación del resultado de la elección. Adams ganó los votos electorales de Nueva Inglaterra y la mayor parte de Nueva York; Clay ganó su base en  Kentucky, Ohio y Misuri; Jackson ganó su base en el sureste, y además en Illinois, Indiana, Carolina del Norte, Carolina del Sur, Pensilvania, Maryland y Nueva Jersey; y Crawford ganó su base en el sur, Virginia, Georgia y Delaware. Ningún candidato ganó la mayoría en el Colegio Electoral, por lo que el presidente fue seleccionado por la Cámara de Representantes, donde Clay era la figura más influyente. A cambio del apoyo de Clay para ganar la presidencia, John Quincy Adams designó a Clay como secretario de estado en lo que los Jacksonianos denunciaron como La Negociación corrupta.
Durante la administración de Adams, aparecieron nuevos alineamientos de partidos. Los seguidores de Adams tomaron el nombre de "Republicanos Nacionales", para reflejar la corriente principal del republicanismo jeffersoniano. Aunque gobernó de manera honesta y eficiente, Adams no era un presidente popular, y su administración estuvo marcada por las frustraciones. Adams fracasó en su esfuerzo por instituir un sistema nacional de carreteras y canales como parte del plan económico del Sistema Americano. Su temperamento fríamente intelectual no ganó amigos.

### La democracia de Jackson
El carismático Andrew Jackson, en contraste, en colaboración con el estratega Martin Van Buren reunió a sus seguidores en el nuevo Partido Demócrata. En la elección de 1828 Jackson derrotó a Adams por una abrumadora mayoría electoral en las primeras elecciones presidenciales desde 1800 para marcar el rechazo generalizado de las políticas de la administración anterior por parte de los votantes. La campaña electoral fue correspondientemente tan viciosa como la de 28 años antes, con los campamentos de Jackson y Adams lanzándose las peores acusaciones uno al otro. El primero se pintó a sí mismo como un héroe de guerra y el campeón de las masas contra las élites del noreste, mientras que el segundo argumentó que era un hombre de educación y de gracia social contra un hombre imbécil y semi-alfabetizado. Esto contradecía el hecho de que Andrew Jackson pertenecía a la elite social según cualquier definición, que poseía una gran plantación con docenas de esclavos y, en su mayoría, se rodeaba de hombres de riqueza y propiedad, marcando así la transición del Sistema del Primer Partido (que reflejó la Democracia Jeffersoniana) al Sistema del Segundo Partido. Los historiadores debaten el significado de la elección, y muchos argumentan que marcó el comienzo de la política estadounidense moderna, con el establecimiento decisivo de la democracia y la formación del sistema de bipartidista.
Cuando Jackson asumió el cargo el 4 de marzo de 1829, muchos dudaron de si sobreviviría a su mandato. A una semana de cumplir 63 años, era el hombre más viejo y aún electo presidente y sufría los efectos de las viejas heridas de batalla. También sufría de tos frecuente y, a veces, escupía sangre. El baile de inauguración se convirtió en un evento notorio en la historia de la presidencia estadounidense cuando una gran multitud de invitados invadió la Casa Blanca, rastreando tierra y barro por todas partes, y consumiendo un queso gigante que se había presentado como un regalo inaugural al presidente. Un periodista contemporáneo describió el espectáculo como "el reinado de King Mob".

### Sufragio de todos los hombres blancos
A partir de la década de 1820, la política estadounidense se volvió más democrática a medida que muchas oficinas estatales y locales pasaron de ser nombradas a electivas, y se abolieron los viejos requisitos para que los votantes posean propiedades. La votación cantada en los estados dio paso a las boletas impresas por los partidos, y en la década de 1830 en todos los estados, excepto los electores presidenciales de Carolina del Sur, fueron elegidos directamente por los votantes. La Democracia Jacksoniana obtuvo su apoyo de los pequeños agricultores de Occidente y de los trabajadores, artesanos y pequeños comerciantes de Oriente. Favorecieron la expansión geográfica para crear más granjas para personas como ellos, y desconfiaron de las clases altas que imaginaron una industrialización construida sobre finanzas y manufactura. Los empresarios, para quienes Henry Clay y Daniel Webster fueron héroes, se defendieron y formaron el grupo Whig.
Las maquinarias políticas aparecieron temprano en la historia de los Estados Unidos, y para todas las exhortaciones de la Democracia Jacksoniana, fueron ellos y no el votante promedio los que nominaron candidatos. Además, el sistema apoyaba a los políticos establecidos y los partidarios de los partidos, y gran parte de la legislación fue diseñada para recompensar a los hombres y las empresas que apoyaban a un partido o candidato en particular. Como consecuencia, la posibilidad de que los candidatos con un solo tema e ideología sean elegidos para un cargo importante disminuyó y, por lo tanto, aquellos partidos que tuvieron éxito fueron los pragmáticos que apelaron a múltiples distritos electorales.
Ejemplos de partidos de un solo tema incluyeron el Partido Antimasónico, que surgió en los estados del noreste. Su objetivo era prohibir la masonería como una violación del republicanismo; sus miembros se entusiasmaron con los informes de que un hombre que amenazó con exponer secretos masónicos había sido asesinado. Presentaron un candidato a presidente (William Wirt) en 1832; ganó el 8% del voto popular en todo el país, ganó en Vermont y en las zonas rurales de Pensilvania y Massachusetts. El partido luego se fusionó con el nuevo Partido Whig. Otros incluyeron partidos abolicionistas, partidos de trabajadores como el Partido de los Trabajadores, el Locofocos (que se opuso a los monopolios), y una variedad de partidos nativistas que denunciaron a la Iglesia católica como una amenaza al republicanismo en los Estados Unidos. Ninguno de estos partidos fue capaz de montar un atractivo lo suficientemente amplio para los votantes o ganar elecciones importantes.
Las elecciones de 1828 fueron un punto de referencia significativo, que marcó el clímax de la tendencia hacia una mayor elegibilidad y participación de los votantes. Vermont tenía sufragio universal masculino desde su entrada en la Unión, y Tennessee permitió el sufragio para la gran mayoría de los contribuyentes. Nueva Jersey, Maryland y Carolina del Sur abolieron todos los requisitos de propiedad y de pago de impuestos entre 1807 y 1810. Los estados que ingresaron a la Unión después de 1815 tenían sufragio universal de hombres blancos o un bajo requisito de pago de impuestos. De 1815 a 1821, Connecticut, Massachusetts y Nueva York abolieron todos los requisitos de propiedad. En 1824, los miembros del Colegio Electoral todavía fueron seleccionados por seis legislaturas estatales. Para 1828, los electores presidenciales fueron elegidos por votación popular en todos los estados, excepto Delaware y Carolina del Sur. Nada dramatizó este sentimiento democrático más que la elección de Andrew Jackson. Además, la elección de 1828 marcó el surgimiento decisivo de Occidente como un importante bloque político y el fin del dominio de los 13 estados originales en asuntos nacionales.

### Traslado de Indios
En 1830, el Congreso aprobó la Indian Removal Act, que autorizó al Presidente a negociar tratados que intercambiaron tierras tribales indias en los estados orientales por tierras al oeste del río Misisipi. En 1834, se estableció un territorio indio especial en lo que ahora es la parte oriental de Oklahoma. En total, las tribus nativas americanas firmaron 94 tratados durante los dos períodos de Jackson, cediendo miles de millas cuadradas al gobierno federal.
Los Cheroqui insistieron en su independencia de la autoridad del gobierno estatal y enfrentaron la expulsión de sus tierras cuando una facción de cheroqui firmó el Tratado de Nueva Echota en 1835, obteniendo dinero a cambio de sus tierras. A pesar de las protestas del gobierno cheroqui electo y de muchos partidarios blancos, los cheroqui se vieron obligados a trasladarse al territorio indio en 1838. Muchos murieron de enfermedades y privaciones en lo que se conoció como el "Sendero de las Lágrimas".

### Crisis de anulación
Hacia el final de su primer mandato, Jackson se vio obligado a confrontar al estado de Carolina del Sur sobre el tema de la tarifa de protección. La tarifa de protección aprobada por el Congreso y promulgada por Jackson en 1832 fue más leve que la de 1828, pero amargó aún más a muchos en el estado. En respuesta, varios ciudadanos de Carolina del Sur respaldaron el principio de "anulación" de los "derechos de los estados", que fue enunciado por John C. Calhoun, Vicepresidente de Jackson hasta 1832, en su Exposición y protesta de Carolina del Sur (1828). Carolina del Sur se ocupó del arancel adoptando la Ordenanza de anulación, que declaró tanto el arancel de 1828 como el arancel de 1832 nulo e inválido dentro de las fronteras estatales.
La anulación fue solo la más reciente en una serie de desafíos estatales a la autoridad del gobierno federal. En respuesta a la amenaza de Carolina del Sur, Jackson envió siete buques navales pequeños y un buque de guerra a Charleston en noviembre de 1832. El 10 de diciembre, emitió una rotunda proclamación contra los anuladores. Carolina del Sur, declaró el presidente, se encontraba "al borde de la insurrección y la traición", e hizo un llamamiento al pueblo del estado para que reafirmara su lealtad a esa Unión por la cual sus antepasados habían luchado.
El senador Henry Clay, aunque defensor de la protección y rival político de Jackson, puso a prueba una medida de compromiso a través del Congreso. El arancel de compromiso de 1833 de Clay especificó que todos los aranceles superiores al 20% del valor de los bienes importados debían reducirse por etapas fáciles, de modo que para 1842, los aranceles sobre todos los artículos alcanzarían el nivel del arancel moderado de 1816.
El resto del Sur declaró el curso de Carolina del Sur imprudente e inconstitucional. Finalmente, Carolina del Sur rescindió su acción. Jackson había comprometido al gobierno federal con el principio de la supremacía de la Unión. Carolina del Sur, sin embargo, había obtenido muchas de las demandas que buscaba y había demostrado que un solo estado podía imponer su voluntad al Congreso.

### Banca
Incluso antes de que se resolviera el problema de la anulación, surgió otra controversia para desafiar el liderazgo de Jackson. Se refería a la nueva contratación del Segundo Banco de los Estados Unidos. El Primer Banco de los Estados Unidos se había establecido en 1791, bajo la dirección de Alexander Hamilton y había sido fletado por un período de 20 años. Después de la Guerra Revolucionaria, Estados Unidos tenía una gran deuda de guerra con Francia y otros, y el sistema bancario de la naciente nación estaba en desorden, ya que los bancos estatales imprimieron su propia moneda y la gran cantidad de billetes diferentes dificultó el comercio. El banco nacional de Hamilton había sido creado para resolver el problema de la deuda y unificar a la nación bajo una moneda. Si bien estabilizó la moneda y estimuló el comercio, a los occidentales y trabajadores les molestaba que creyeran que estaba otorgando favores especiales a unos pocos hombres poderosos. Cuando su carta expiró en 1811, no fue renovada.
Durante los años siguientes, el negocio bancario estuvo en manos de bancos autorizados por el Estado, que emitieron divisas en cantidades excesivas, creando una gran confusión y alimentando la inflación y la preocupación de que los bancos estatales no pudieran proporcionar al país una moneda uniforme. La ausencia de un banco nacional durante la Guerra de 1812 obstaculizó en gran medida las operaciones financieras del gobierno; por lo tanto, se creó un segundo Banco de los Estados Unidos en 1816.
Desde su inicio, el Segundo Banco fue impopular en los estados y territorios más nuevos y con personas menos prósperas en todas partes. Los opositores afirmaron que el banco poseía un monopolio virtual sobre el crédito y la moneda del país, y reiteraron que representaba los intereses de la élite adinerada. Jackson, elegido como un campeón popular en su contra, vetó un proyecto de ley para reiniciar el banco. También detestaba personalmente a los bancos debido a un roce con la bancarrota en su juventud. En su mensaje al Congreso, denunció el monopolio y el privilegio especial, diciendo que "nuestros hombres ricos no se han contentado con la misma protección y los mismos beneficios, sino que nos han pedido que los enriquezcamos por ley del Congreso".
En la campaña electoral que siguió, la cuestión bancaria causó una división fundamental entre los intereses comerciales, manufactureros y financieros (generalmente acreedores que favorecían el dinero ajustado y las altas tasas de interés), y los sectores laboral y agrario, que a menudo estaban en deuda con los bancos y por lo tanto, favoreció una mayor oferta monetaria y tasas de interés más bajas. El resultado fue un respaldo entusiasta del "Jacksonismo". Jackson vio su reelección en 1832 como un mandato popular para aplastar el banco irrevocablemente; Encontró un arma prefabricada en una disposición de los estatutos del banco que autoriza la eliminación de fondos públicos.
En septiembre de 1833, Jackson ordenó que no se depositara más dinero del gobierno en el banco y que el dinero que ya estaba bajo su custodia se retirara gradualmente en el curso ordinario de cubrir los gastos del gobierno. Los bancos estatales cuidadosamente seleccionados, estrictamente restringidos, se proporcionaron como sustitutos. Para la próxima generación, Estados Unidos se las arreglaría con un sistema bancario estatal relativamente no regulado. Este sistema bancario ayudó a impulsar la expansión hacia el oeste a través de un crédito fácil, pero mantuvo a la nación vulnerable a los pánicos periódicos. No fue sino hasta la Guerra Civil que el gobierno federal volvió a crear un banco nacional.
Jackson preparó a Martin van Buren como su sucesor, y fue fácilmente elegido presidente en 1836. Sin embargo, unos meses después de su administración, el país cayó en una profunda depresión económica conocida como el pánico de 1837, causado en gran parte por una especulación excesiva. Los bancos fallaron y el desempleo se disparó. Fue una catástrofe económica y social devastadora que se puede comparar con el pánico de 1893 y el evento de la Gran Depresión de 1929, con repercusiones tan profundas como la Gran Depresión de los años treinta. Hubo una dimensión internacional, para gran parte del crecimiento en el sector privado, así como la inversión en infraestructura por parte de los gobiernos estatales (especialmente los canales) había sido financiada por el capital británico. Varios estados y corporaciones incumplieron permanentemente sus deudas con Londres. La inversión en Estados Unidos se convirtió en una propuesta dudosa para los europeos, por lo que el acceso estadounidense al capital disminuyó drásticamente durante décadas.
La depresión tuvo sus raíces en las políticas económicas de dinero duro de Jackson que bloquearon la inversión utilizando papel moneda, insistiendo en el oro y la plata. Pero se había retirado, por lo que su sucesor elegido, Van Buren, fue culpado por el desastre. En las elecciones presidenciales de 1840, fue derrotado por el candidato whig William Henry Harrison. Sin embargo, Harrison cayó enfermo de neumonía y murió después de solo un mes en el cargo. John Tyler, el nuevo vicepresidente, le sucedió. Tyler no era popular ya que no había sido elegido para la presidencia, y era ampliamente conocido como "Su Accidencia". Rechazó las políticas económicas de Wake, por lo que ese partido lo expulsó, y los Whigs perdieron la oportunidad de remodelar la política del gobierno.
Los historiadores económicos han explorado el alto grado de inestabilidad financiera y económica en la era de Jackson. En su mayor parte, siguen las conclusiones de Peter Temin quien absolvió las políticas de Jackson y culpó a los eventos internacionales más allá del control estadounidense, como las condiciones en México, China y Gran Bretaña. Una encuesta realizada a historiadores de la economía en 1995 muestra que la gran mayoría está de acuerdo con la conclusión de Temin de que "la inflación y la crisis financiera de la década de 1830 tuvieron su origen en eventos que escapan al control del presidente Jackson y habrían tenido lugar independientemente de si hubiera actuado o no como lo hizo frente al Segundo Banco de los Estados Unidos".

## Era de la reforma
Impulsados por el Segundo Gran Despertar, los estadounidenses entraron en un período de rápido cambio social y experimentación. Surgieron nuevos movimientos sociales, así como muchas nuevas alternativas al pensamiento religioso tradicional. Este período de la historia estadounidense estuvo marcado por la destrucción de algunos roles tradicionales de la sociedad y la construcción de nuevos estándares sociales. Uno de los aspectos únicos de la Era de la Reforma fue que estaba fuertemente basada en la religión, en contraste con el anticlericalismo que caracterizaba a los reformadores europeos contemporáneos.

### Segundo Gran Despertar
El Segundo Gran Despertar fue un movimiento de avivamiento religioso protestante que floreció en 1800-1840 en todas las regiones. Expresó la teología arminiana por la cual cada persona podría salvarse a través de una confrontación personal directa con Jesucristo durante una reunión de avivamiento intensamente emocional. Millones se unieron a las iglesias, a menudo nuevas denominaciones. Muchos conversos creían que el Despertar anunciaba una nueva era milenaria, por lo que el Segundo Gran Despertar estimuló el establecimiento de muchos movimientos de reforma diseñados para remediar los males de la sociedad antes de la Segunda Venida de Jesucristo. Por ejemplo, el carismático Charles Grandison Finney, en el estado de Nueva York y el Viejo noroeste fue altamente efectivo. En el renacimiento de Rochester de 1830, ciudadanos prominentes preocupados por la pobreza y el absentismo de la ciudad habían invitado a Finney a la ciudad. La ola de avivamiento religioso contribuyó al tremendo crecimiento de los metodistas, bautistas, discípulos y otras denominaciones evangélicas.

#### Utopías
Cuando el Segundo Gran Despertar desafió las creencias tradicionales de la fe calvinista, el movimiento inspiró a otros grupos a cuestionar sus puntos de vista sobre la religión y la sociedad. Muchos de estos grupos utopistas también creían en el milenarismo que profetizaba el regreso de Cristo y el comienzo de una nueva era. La Sociedad Harmony hizo tres intentos para lograr una sociedad milenaria con el ejemplo más notable en New Harmony, Indiana. Más tarde, el industrial escocés Robert Owen compró New Harmony e intentó formar una comunidad utópica secular allí. Francés Charles Fourier comenzó un experimento secular similar con sus "falanges" que se extendieron por todo el medio oeste de los Estados Unidos. Sin embargo, ninguna de estas comunidades utópicas duró mucho tiempo, excepto los Shakers.
Uno de los primeros movimientos fue el de los Shakers en los que los miembros de una comunidad tenían todas sus posesiones en "común" y vivían en una sociedad próspera, inventiva y autosuficiente, sin actividad sexual. Los Shakers, fundada por una inmigrante inglesa en los Estados Unidos, la Madre Ann Lee, alcanzó un máximo de alrededor de 6,000 integrantes en 1850 en comunidades desde Maine hasta Kentucky. Los Shakers condenaron la sexualidad y exigieron el celibato absoluto. Los nuevos miembros solo pueden provenir de conversiones y de niños traídos a las aldeas Shaker. Los Shakers persistieron hasta el siglo XX, pero perdieron la mayor parte de su originalidad a mediados del siglo XIX. Son famosos por su artesanía artística, especialmente por sus muebles y artesanías.
El movimiento perfeccionista, dirigido por John Humphrey Noyes, fundó la comunidad utópica Oneida en 1848 con cincuenta y un devotos, en Oneida, Nueva York. Noyes creía que el acto de conversión final conducía a la liberación absoluta y completa del pecado. La Comunidad Onedia creía en la abolición del matrimonio o las relaciones monógamas y que el sexo debería ser libre para quien lo consintiera, a diferencia de los movimientos sociales del siglo XX, como la Revolución Sexual. En la década de 1960, los Onedianos no buscaban sexo sin consecuencias por puro placer, pero creían que, debido a que el resultado lógico de las relaciones sexuales era el embarazo, la crianza de los hijos debería ser una responsabilidad comunitaria. Después de que los fundadores originales murieron o se hicieron ancianos, sus hijos rechazaron el concepto de amor libre y volvieron a los modelos familiares tradicionales. Transformándose en una sociedad anónima, Oneida prosperó durante muchos años y continúa hoy como una empresa de platería.
Joseph Smith también experimentó una conversión religiosa en esta época; bajo su guía comenzó la historia mormona. Debido a sus creencias inusuales, que incluían el reconocimiento del Libro de Mormón como un libro adicional de escrituras comparable a la Biblia, los mormones fueron rechazados por los cristianos convencionales y obligados a huir en masa desde el norte del estado de Nueva York a Ohio, Misuri y luego a Nauvoo, Illinois, donde Smith fue asesinado y nuevamente se vieron obligados a huir. Se establecieron alrededor del Gran Lago Salado, entonces parte de México. En 1848, la región quedó bajo control estadounidense y luego formó el Territorio de Utah. La política nacional era suprimir la poligamia, y Utah solo fue admitido como estado en 1896 después de La Iglesia de Jesucristo de los Santos de los Últimos Días retrocedió ante la demanda de Smith de que todos los líderes practiquen la poligamia.
Para los estadounidenses que desean cerrar la brecha entre los mundos terrenales y espirituales, el espiritismo proporcionó un medio para comunicarse con los muertos. Los espiritistas utilizaron medios para comunicarse entre los vivos y los muertos a través de una variedad de medios diferentes. Las hermanas Fox, las médiums más famosas, afirmaban tener un vínculo directo con el mundo espiritual. El espiritismo ganaría muchos más seguidores después de la gran cantidad de bajas durante la Guerra Civil; La primera dama Mary Todd Lincoln era una creyente.
Otros grupos que buscaban el despertar espiritual ganaron popularidad a mediados del siglo XIX. El filósofo Ralph Waldo Emerson comenzó el movimiento trascendentalista estadounidense en Nueva Inglaterra, para promover la autosuficiencia y una mejor comprensión del universo a través de la contemplación del alma superior. El trascendentalismo fue, en esencia, una rama estadounidense del movimiento romántico en Europa. Entre las creencias centrales de los trascendentalistas había un estado espiritual ideal que "trasciende" lo físico y solo se realiza a través de la intuición en lugar de la doctrina. Como muchos de los movimientos, los trascendentalistas se dividieron sobre la idea de la autosuficiencia. Mientras Emerson y Henry David Thoreau promovieron la idea de una vida independiente, George Ripley reunió a trascendentalistas en una falange en Brook Farm para vivir cooperativamente. Otros autores como Nathaniel Hawthorne y Edgar Allan Poe rechazaron las creencias trascendentalistas.
Tantos de estos nuevos grupos religiosos y espirituales comenzaron o se concentraron a kilómetros de distancia en el norte del estado de Nueva York que esta área fue apodada "el distrito quemado" porque quedaba muy poca gente que no había experimentado una conversión.

#### Movimiento de escuelas públicas
La educación en los Estados Unidos fue durante mucho tiempo un asunto local con escuelas gobernadas por juntas escolares elegidas localmente. Al igual que con gran parte de la cultura de los Estados Unidos, la educación varió ampliamente en el Norte y el Sur. En los estados de Nueva Inglaterra, la educación pública era común, aunque a menudo se basaba en la clase alta y la clase trabajadora recibía pocos beneficios. La instrucción y el plan de estudios se determinaban localmente y se esperaba que los maestros cumplieran con las rigurosas demandas de un comportamiento moral estricto. Las escuelas enseñaban valores religiosos y aplicaban filosofías calvinistas de disciplina que incluían el castigo corporal y la humillación pública. En el sur, había muy poca organización de un sistema de educación pública. Las escuelas públicas eran muy raras y la mayoría de la educación se realizaba en el hogar con la familia actuando como instructores. Las familias sembradoras más ricas podían contratar tutores para la instrucción de los clásicos, pero muchas familias campesinas yeoman tenían poco acceso a la educación fuera de la unidad familiar.
El movimiento de reforma en educación comenzó en Massachusetts cuando Horace Mann comenzó el movimiento escolar común. Mann abogó por un plan de estudios estatal e instituyó el financiamiento de la escuela a través de los impuestos locales a la propiedad. Mann también libró batallas prolongadas contra la influencia calvinista en la disciplina, prefiriendo el refuerzo positivo al castigo físico. La mayoría de los niños aprenden a leer y escribir y deletrear del Azul Backed de Noah Webster y más tarde los lectores McGuffey. Las lecturas inculcaron valores morales, así como la alfabetización. La mayoría de los estados trataron de emular a Massachusetts, y Nueva Inglaterra mantuvo su posición de liderazgo durante otro siglo. Inmigrantes alemanes traídos a jardines de infancia y el Gymnasium (escuela), mientras que los oradores yanquis patrocinaron el movimiento Lyceum que proporcionó educación popular para cientos de pueblos y ciudades pequeñas.

#### Movimiento de asilo
La conciencia social que surgió a principios del siglo XIX ayudó a elevar la conciencia de la enfermedad mental y su tratamiento. Una de las principales defensoras de la reforma de la enfermedad mental fue Dorothea Dix, una mujer de Massachusetts que realizó un estudio intensivo de las condiciones en las que se mantenían los enfermos mentales. El informe de Dix a la legislatura del estado de Massachusetts junto con el desarrollo del Plan Kirkbride ayudó a aliviar las condiciones miserables para muchos de los enfermos mentales. Aunque estas instalaciones a menudo no cumplieron con su propósito previsto, los reformadores continuaron siguiendo la defensa de Dix y pidieron un mayor estudio y tratamiento de las enfermedades mentales.

#### Mujeres
Zagarri (2007) argumenta que la Revolución creó un debate continuo sobre los derechos de las mujeres y creó un ambiente favorable a la participación de las mujeres en la política. Afirma que durante unas breves décadas, "una transformación integral en los derechos, roles y responsabilidades de las mujeres no solo fue posible sino tal vez inevitable" (p. 8). Sin embargo, la apertura de posibilidades también generó una reacción violenta que realmente retrasó la causa de los derechos de las mujeres y condujo a una mayor rigidez que marginaba a las mujeres de la vida política.
Durante la construcción de la nueva república, las mujeres estadounidenses pudieron obtener una voz política limitada en lo que se conoce como maternidad republicana. Bajo esta filosofía, promovida por líderes como Abigail Adams, las mujeres fueron vistas como protectoras de la libertad y el republicanismo. Las madres fueron acusadas de transmitir estos ideales a sus hijos mediante la instrucción de pensamientos y sentimientos patrióticos. Durante las décadas de 1830 y 1840, muchos de los cambios en el estado de la mujer que ocurrieron en el período posrevolucionario, como la creencia en el amor entre los cónyuges y el papel de la mujer en el hogar, continuaron a un ritmo acelerado. Esta fue una era de movimientos de reforma, en la que los estadounidenses buscaron mejorar la fibra moral de ellos mismos y de su nación en números sin precedentes. El papel de la esposa en este proceso fue importante porque fue vista como la cultivadora de la moralidad en su esposo e hijos. Además de la domesticidad, también se esperaba que las mujeres fueran piadosas, puras y sumisas a los hombres. Muchos consideraron estos cuatro componentes en ese momento como "Culto de la verdadera feminidad o culto de la vida doméstica.
En el sur, la tradición todavía abundaba en las mujeres de la sociedad en el pedestal y se dedicaba a entretener y recibir a otros. Este fenómeno se refleja en el libro de 1965, The Inevitable Guest, basado en una colección de cartas de amigos y familiares en Carolina del Norte y del Sur a Miss Jemima Darby, un pariente lejano del autor.
Bajo la doctrina de dos esferas, las mujeres debían existir en la "esfera doméstica" en el hogar mientras sus esposos operaban en la "esfera pública" de la política y los negocios. Las mujeres asumieron el nuevo papel de "ablandar" a sus esposos e instruir a sus hijos con piedad y no con valores republicanos, mientras que los hombres manejaban los negocios y asuntos financieros de la familia. Algunos médicos de este período incluso llegaron a sugerir que las mujeres no deberían recibir educación, para que no desvíen la sangre del útero al cerebro y produzcan niños débiles. Las leyes de cobertura aseguraron que los hombres tendrían poder político sobre sus esposas.

#### Movimientos contra la esclavitud
Para 1800, muchos líderes políticos estaban convencidos de que la esclavitud no era deseable, y que finalmente debería ser abolida, y los esclavos regresaran a sus hogares naturales en África. La American Colonization Society, que estaba activa tanto en el norte como en el sur, trató de implementar estas ideas y estableció la colonia de Liberia en África como un medio para repatriar esclavos de la sociedad blanca. Los líderes prominentes incluyeron a Henry Clay y al presidente James Monroe, que dio su nombre a Monrovia, la capital de Liberia. Sin embargo, después de 1840, muchos abolicionistas rechazaron la idea de repatriación a África.
El movimiento abolicionista de la esclavitud entre los protestantes blancos se basó en los principios evangélicos del Segundo Gran Despertar. El evangelista Theodore Weld dirigió avivamientos abolicionistas que exigían la emancipación inmediata de los esclavos. William Lloyd Garrison fundó The Liberator, un periódico contra la esclavitud, y la Sociedad Americana contra la Esclavitud para pedir la abolición. Una figura controvertida, Garrison a menudo era el foco de la ira pública. Su defensa de los derechos de las mujeres y su inclusión en el liderazgo de la Sociedad causó una grieta dentro del movimiento. Rechazando la idea de Garrison de que la abolición y los derechos de las mujeres estaban conectados Lewis Tappan rompió con la Sociedad y formó la Sociedad Americana y Extranjera contra la Esclavitud. La mayoría de los abolicionistas no fueron tan extremistas como Garrison, quien prometió que The Liberator no dejaría de publicarse hasta que se aboliera la esclavitud.

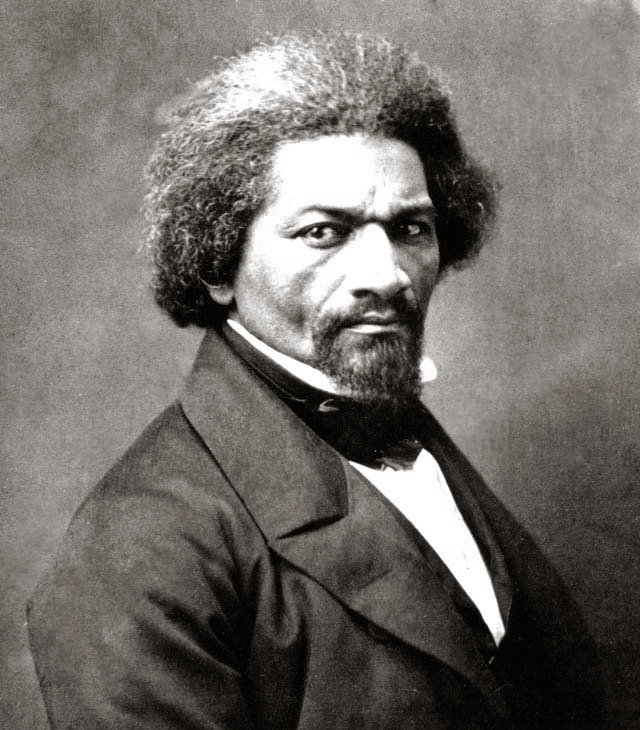
Frederick Douglass

Los abolicionistas blancos no siempre se enfrentaron a comunidades agradables en el norte. Garrison fue casi linchado en Boston, mientras que el editor de periódicos Elijah Lovejoy fue asesinado en Alton, Illinois. La ira por la abolición incluso se extendió al Congreso donde una regla de mordaza fue instituida para evitar cualquier discusión sobre la esclavitud en el piso de cualquiera de las cámaras. La mayoría de los blancos veían a los afroamericanos como una raza inferior y tenían poco gusto por los abolicionistas, a menudo suponiendo que todos eran como Garrison. Los afroamericanos tenían poca libertad incluso en los estados donde la esclavitud no estaba permitida, siendo rechazados por los blancos, sometidos a leyes discriminatorias y a menudo obligados a competir con inmigrantes irlandeses por trabajos serviles y de bajos salarios. Mientras tanto, en el sur, los plantadores argumentaron que la esclavitud era necesaria para operar sus plantaciones de manera rentable y que los esclavos emancipados intentarían africanizar el país como lo habían hecho en Haití.
Tanto los ciudadanos afroamericanos de nacimiento libre como los antiguos esclavos asumieron también papeles principales en el abolicionismo. Con mucho, el portavoz más destacado para la abolición en la comunidad afrodescendiente fue Frederick Douglass, un esclavo fugitivo cuyas elocuentes condenas a la esclavitud atrajeron a multitudes de seguidores y amenazas contra su vida. Douglass era un usuario entusiasta de la palabra impresa tanto a través de su periódico The North Star como de tres autobiografías más vendidas.
En un extremo, David Walker publicó Un llamamiento a los ciudadanos de color del mundo llamando a la revuelta afrodescendiente contra la tiranía blanca. El ferrocarril subterráneo ayudó a algunos esclavos del sur a través de una serie de senderos y casas seguras conocidas como "estaciones". Conocidos como "conductores", los esclavos escapados se ofrecieron como voluntarios para regresar al sur para llevar a otros a un lugar seguro; ex esclavos, como Harriet Tubman, arriesgaron sus vidas en estos viajes.

#### Las mujeres como abolicionistas
Angelia y Sarah Grimké eran sureñas que se mudaron al norte para abogar contra la esclavitud. La American Anti-Slavery Society dio la bienvenida a las mujeres. Garrison junto con Elizabeth Cady Stanton y Lucretia Mott estaban tan horrorizados que a las mujeres no se les permitió participar en la Convención Mundial contra la Esclavitud en Londres que convocaron a una convención sobre los derechos de las mujeres en Seneca Falls, Nueva York. Fue en esta convención que Sojourner Truth fue reconocido como un portavoz líder tanto para la abolición como para los derechos de las mujeres. Las mujeres abolicionistas comenzaron a comparar cada vez más la situación de las mujeres con la difícil situación de las esclavas. Esta nueva polémica culpó directamente a los hombres de todas las restricciones del papel de las mujeres y argumentó que la relación entre los sexos era unilateral, controladora y opresiva. Había fuertes raíces religiosas; La mayoría de las feministas surgieron de las iglesias cuáqueras y congregacionalistas en el noreste.

#### Prohibición del alcohol
El consumo de alcohol fue otro objetivo de los reformadores en la década de 1850. Los estadounidenses bebían mucho, lo que contribuyó al comportamiento violento, la delincuencia, los problemas de salud y el bajo rendimiento laboral. Grupos como la American Temperance Society condenaron el licor como un flagelo en la sociedad e instaron a la templanza entre sus seguidores. El estado de Maine intentó en 1851 prohibir por completo la venta y producción de alcohol, pero encontró resistencia y fue abandonado. El movimiento de prohibición fue olvidado durante la Guerra Civil, pero volvería en la década de 1875.

## Crecimiento económico
En este período, Estados Unidos se expandió rápidamente económicamente de una nación agraria a una potencia industrial. La industrialización en América implicó dos desarrollos importantes. Primero, se amplió el transporte. En segundo lugar, se realizaron mejoras en los procesos industriales, como el uso de piezas intercambiables y ferrocarriles para enviar mercancías con mayor rapidez. El gobierno ayudó a proteger a los fabricantes estadounidenses al aprobar un arancel de protección.

### Movilidad social
La expansión constante y el rápido crecimiento de la población de los Estados Unidos después de 1815 contrastaron fuertemente con las sociedades europeas estáticas, ya que los visitantes describieron la actitud áspera, a veces violenta, pero en general enormemente optimista y progresista de la mayoría de los estadounidenses. Si bien la propiedad de la tierra era algo con lo que la mayoría de los europeos solo podían soñar, las fuentes contemporáneas muestran que el agricultor estadounidense promedio era dueño de su tierra y alimentaba a su familia mucho más que los campesinos europeos, y podía hacer provisiones para la tierra de sus hijos. Los europeos comúnmente hablaron del igualitarismo de la sociedad estadounidense, que no tenía nobleza y que teóricamente permitió que cualquier persona, independientemente de su nacimiento, tuviera éxito. Por ejemplo, en Alemania, las universidades, la burocracia y los oficiales del ejército requerían un alto estatus familiar; en Gran Bretaña, las familias ricas compraban puestos en el ejército para sus hijos por decenas de miles de libras. Los comerciantes ricos y los dueños de fábricas surgieron en Europa, pero rara vez tenían prestigio social o poder político. En contraste, Estados Unidos tenía más millonarios que cualquier otro país de Europa en 1850. La mayoría de los estadounidenses ricos tenían padres acomodados, pero sus abuelos tenían una riqueza promedio. Andrew Carnegie y John D. Rockefeller eran dos de los hombres más ricos del mundo en 1900. Los historiadores han enfatizado que la movilidad social ascendente se produjo en pequeños pasos a lo largo del tiempo, y a lo largo de las generaciones, con el escenario de pobreza a riqueza de Carnegie como algo raro. Algunos grupos étnicos (como los yanquis, irlandeses y judíos) apreciaban la movilidad ascendente y enfatizaban la educación como la ruta más rápida; otros grupos (como alemanes, polacos e italianos) enfatizaron más la estabilidad familiar y la propiedad de la vivienda. Las ciudades estancadas ofrecieron menos oportunidades de movilidad, lo que llevó a los hombres jóvenes más ambiciosos a ir a centros de crecimiento, a menudo hacia el oeste.

## Expansión hacia el oeste
Después de 1815, Estados Unidos desvió su atención de la política exterior al desarrollo interno. Con la derrota de los indios orientales en la Guerra de 1812, los colonos estadounidenses se mudaron en gran número a las ricas tierras de cultivo del Medio Oeste. La expansión hacia el oeste fue realizada principalmente por grupos de familias jóvenes. Daniel Boone fue un hombre de la frontera que fue pionero en el asentamiento de Kentucky. En la década de 1830, el gobierno federal deportó por la fuerza a las tribus del sureste a sus propias reservas en el territorio indio (ahora Oklahoma) a través del "Sendero de las Lágrimas". Allí recibieron subsidios anuales de alimentos y suministros.
Antes de que los colonos llegaran al lejano oeste, los cazadores de pieles y los montañeses tenían su día. Como cazadores expertos, atraparon al castor para su eventual venta a la industria de la moda europea. Después de la desaparición del comercio de pieles, establecieron puestos comerciales en todo el oeste, continuaron el comercio con los indios y sirvieron como guías y cazadores para la migración occidental de los colonos a Utah y la costa del Pacífico.

### Texas, Oregón, California y el Destino Manifiesto
El Destino Manifiesto era la creencia de que los colonos estadounidenses estaban destinados a expandirse por todo el continente. Este concepto nació de "Un sentido de misión para redimir al Viejo Mundo con alto ejemplo ... generado por las potencialidades de una tierra nueva para construir un cielo nuevo". La frase "Destino manifiesto" significaba muchas cosas diferentes para muchas personas diferentes, y fue rechazada por muchos estadounidenses. Howe argumenta que "el imperialismo estadounidense no representó un consenso estadounidense; provocó una disensión amarga dentro de la política nacional".
El análisis de Faragher de la polarización política entre el Partido Demócrata y el Partido Whig es que:
La mayoría de los demócratas eran partidarios incondicionales de la expansión, mientras que muchos whigs (especialmente en el norte) se opusieron. Los whigs dieron la bienvenida a la mayoría de los cambios provocados por la industrialización, pero abogaron por políticas gubernamentales fuertes que guiarían el crecimiento y el desarrollo dentro de las fronteras existentes del país; temían (correctamente) que la expansión planteara un tema polémico, la extensión de la esclavitud a los territorios. Por otro lado, muchos demócratas temieron la industrialización que los whigs dieron la bienvenida. ... Para muchos demócratas, la respuesta a los males sociales de la nación era seguir la visión de Thomas Jefferson de establecer la agricultura en los nuevos territorios para contrarrestar la industrialización.
Sin embargo, el destino manifiesto proporcionó el tono retórico para la mayor adquisición del territorio estadounidense. Fue utilizado por los demócratas en la década de 1840 para justificar la guerra con México. También se usó para amenazar la guerra con Gran Bretaña, pero el presidente Polk negoció un compromiso que dividió a la mitad del país de Oregón. Merk concluye:
Desde el principio, el Destino Manifiesto —vasta en el programa, en su sentido de continentalismo— fue leve en apoyo. Carece de seguidores nacionales, seccionales o de partido acordes con su grandeza. La razón era que no reflejaba el espíritu nacional. La tesis de que encarnaba el nacionalismo, que se encuentra en muchos escritos históricos, está respaldada por poca evidencia de apoyo real.

### Guerra mexicano-estadounidense: 1846-1848
Después de un agrio debate en el Congreso, la República de Texas fue anexada voluntariamente en 1845, lo que México había advertido repetidamente que significaba guerra. En mayo de 1846, el Congreso declaró la guerra a México después de que las tropas mexicanas masacraran un destacamento del ejército de los EE. UU. Sin embargo, el congreso se polarizó cuando los whigs se opusieron y los demócratas apoyaron la guerra. El ejército de los Estados Unidos, aumentado por decenas de miles de voluntarios, bajo el mando del general Zachary Taylor derrotó a Santa Anna en el norte de México, mientras que otras fuerzas estadounidenses rápidamente tomaron posesión de Nuevo México y California. México continuó resistiendo a pesar de una situación política caótica, por lo que Polk lanzó una invasión al corazón del país. Un nuevo ejército estadounidense dirigido por Winfield Scott ocupó el puerto de Veracruz y presionó tierra adentro en medio de sangrientas luchas. Santa Anna se ofreció a ceder Texas y California al norte de la Bahía de Monterrey, pero las negociaciones se interrumpieron y los enfrentamientos se reanudaron. En septiembre de 1847, el ejército de Scott capturó la Ciudad de México. Santa Anna se vio obligada a huir y un gobierno provisional comenzó la tarea de negociar la paz. El Tratado de Guadalupe Hidalgo se firmó el 2 de febrero de 1848. Reconocía al Río Grande como el límite sur de Texas y cedió lo que ahora son los estados de California, Nevada, Utah, Colorado, Arizona y Nuevo México a los Estados Unidos, al tiempo que paga a México $15,000,000 por el territorio. En las elecciones presidenciales de 1848, Zachary Taylor se postuló como Whig y ganó fácilmente cuando los demócratas se separaron, a pesar de que era un militar apolítico que nunca votó en su vida. Scott se convirtió en el último candidato whig para presidente en 1852, y perdió mucho.
Con Texas y Florida admitidos a la unión como estados esclavistas en 1845, California ingresó como estado libre en 1850 después de que su convención estatal votara unánimemente para prohibir la esclavitud.
Los principales eventos en el movimiento occidental de la población de los Estados Unidos fueron la Ley Homestead, una ley por la cual, por un precio nominal, un colono recibía el título de 160 acres (65 ha) de tierra para cultivar; la apertura del territorio de Oregón al asentamiento; la revolución de Texas; la apertura del sendero de Oregón; la emigración mormona a Utah en 1846-1847; la fiebre del oro de California de 1849; la fiebre del oro de Colorado de 1859; y la finalización del primer ferrocarril transcontinental del país el 10 de mayo de 1869.